# Artistul (film)
Artistul este un film francez mut și alb-negru din 2011 de comedie dramatică. A fost regizat de Michel Hazanavicius, produs de Thomas Langmann. În rolurile principale joacă Jean Dujardin și Bérénice Bejo. Povestea are loc la Hollywood, între anii 1927 și 1932, și se bazează pe relația dintre un star al filmelor mute și o starletă recent apărută, aceasta desfășurându-se în perioada în care filmele cu sunet le înlocuiesc pe cele mute.
A fost nominalizat la 12 premii BAFTA câștigând 7. La premiile Oscar a fost nominalizat la zece categorii, câștigând la cinci dintre ele.

## Distribuție
- Jean Dujardin - George Valentin
- Bérénice Bejo - Peppy Miller
- Uggie - câinele
- John Goodman - Al Zimmer
- James Cromwell - Clifton
- Missi Pyle - Constance
- Penelope Ann Miller - Doris Valentin
- Malcolm McDowell - The Butler
- Bitsie Tulloch - Norma
- Beth Grant - servitoarea lui Peppy
- Ed Lauter - primul șofer al lui Peppy
- Jen Lilley - Onlooker
- Nina Siemaszko - admiratoare
- Jewel Shepard - starletă Flapper
- Basil Hoffman - adjudecător
- Ben Kurland - asistent de casting
- Ken Davitian - cămătar
- Bill Fagerbakke - polițist
- Matt Skollar - asistentul lui Peppy

## Coloana sonoră
Coloana sonoră a fost lansată pe 21 octombrie 2011 prin Sony Classical Records.
Coloana sonoră
| Nr. | Titlu                                                      | Interpreți                                  | Lungime |  |
| 1.  | „The Artist Ouverture”                                     | Ernst Van Tiel și Filarmonica din Bruxelles | 1:02    |  |
| 2.  | „1927: A Russian Affair”                                   | Ernst Van Tiel și Filarmonica din Bruxelles | 3:36    |  |
| 3.  | „George Valentin”                                          | Ernst Van Tiel și Filarmonica din Bruxelles | 5:35    |  |
| 4.  | „Pretty Peppy”                                             | Ernst Van Tiel și Filarmonica din Bruxelles | 2:32    |  |
| 5.  | „At the Kinograph Studios”                                 | Ernst Van Tiel și Filarmonica din Bruxelles | 1:37    |  |
| 6.  | „Fantaisie d'amour”                                        | Ernst Van Tiel și Filarmonica din Bruxelles | 3:09    |  |
| 7.  | „Waltz for Peppy”                                          | Ernst Van Tiel și Filarmonica din Bruxelles | 3:22    |  |
| 8.  | „Estancia Op. 8 Movement 2" (compus de Alberto Ginastera)” | Ernst Van Tiel și Filarmonica din Bruxelles | 3:40    |  |
| 9.  | „Imagination”                                              | Red Nichols & His Five Pennies              | 2:56    |  |
| 10. | „Silent Rumble”                                            | Ernst Van Tiel și Filarmonica din Bruxelles | 1:16    |  |
| 11. | „1929”                                                     | Ernst Van Tiel și Filarmonica din Bruxelles | 1:30    |  |
| 12. | „In the Stairs”                                            | Ernst Van Tiel și Filarmonica din Bruxelles | 3:15    |  |
| 13. | „Jubilee Stomp”                                            | Duke Ellington                              | 2:33    |  |
| 14. | „Comme une rosée de larmes”                                | Ernst Van Tiel și Filarmonica din Bruxelles | 3:24    |  |
| 15. | „The Sound of Tears”                                       | Ernst Van Tiel și Filarmonica din Bruxelles | 4:47    |  |
| 16. | „Pennies from Heaven”                                      | Rose Murphy                                 | 2:13    |  |
| 17. | „1931”                                                     | Ernst Van Tiel și Filarmonica din Bruxelles | 4:44    |  |
| 18. | „Jungle Bar”                                               | Ernst Van Tiel și Filarmonica din Bruxelles | 2:07    |  |
| 19. | „L'Ombre des flammes”                                      | Ernst Van Tiel și Filarmonica din Bruxelles | 5:57    |  |
| 20. | „Happy Ending...”                                          | Ernst Van Tiel și Filarmonica din Bruxelles | 5:43    |  |
| 21. | „Charming Blackmail”                                       | Ernst Van Tiel și Filarmonica din Bruxelles | 2:12    |  |
| 22. | „Ghosts from the Past”                                     | Ernst Van Tiel și Filarmonica din Bruxelles | 2:00    |  |
| 23. | „My Suicide (Dedicated to 29 March 1967)”                  | Ernst Van Tiel și Filarmonica din Bruxelles | 6:24    |  |
| 24. | „Peppy and George”                                         | Ernst Van Tiel și Filarmonica din Bruxelles | 2:05    |  |

### Clasamente critici
Acest film a apărut în listele criticilor cu top zece filme ale anului 2011:
| Critic                                   | Publicație                      | Loc |
| ---------------------------------------- | ------------------------------- | --- |
| Richard Corliss                          | Time                            | 1   |
| Peter Bradshaw                           | The Guardian                    | 1   |
| Robbie Collin                            | The Telegraph                   | 1   |
| Richard Roeper                           | Chicago Tribune                 | 2   |
| Peter Travers                            | Rolling Stone                   | 2   |
| Elizabeth Weitzman                       | New York Daily News             | 2   |
| Lisa Schwarzbaum                         | Entertainment Weekly            | 3   |
| Mark Kermode                             | BBC Radio 5 Live                | 4   |
| Richard T. Jameson                       | MSN Movies                      | 4   |
| Sean Axmaker                             | MSN Movies                      | 5   |
| Contribuitorii Empire                    | Empire Magazine                 | 5   |
| James Berardinelli                       | Reelviews                       | 5   |
| Sondajul internațional al criticilor S&S | Sight & Sound                   | 5   |
| Asociația Criticilor de film din Austin  | Austin Film Critics Association | 6   |
| Roger Ebert                              | Chicago Sun-Times               | 10  |
| Redacția de film a Time Out              | Time Out London                 | 10  |

## Legături externe
- Site oficial Arhivat în 9 februarie 2012, la Wayback Machine.
- The Artist la Internet Movie Database
- The Artist la AllRovi
- The Artist la Box Office Mojo
- The Artist la Rotten Tomatoes
- The Artist la Metacritic